# Ame-no-Uzume
Ame-no-Uzume vagy Ame-no-Uzume-no-Mikoto a hajnal és a vidámság istennője a sintó vallásban. Neve erősen kapcsolódik a japán mitológiában is jelen lévő Amateraszuhoz. Okameként ábrázolják, egy nőként, aki gyönyörködik érzékiségében.

## Mitológia
Amateraszu bátyja megrongálta a rizsföldjeit, és brutálisan megölte egyik lányát. Amateraszu dühös lett rá, ezért visszavonult az  Amano-Iwato-ba. A világ elsötétült és az istenek nem tudták kicsalogatni Amateraszut rejtekhelyéről. Uzume a barlang bejárata előtt elkezdett táncolni, és letépte a ruháit. Ezt viccesnek tartották, tehát nevettek rajta. Állítólag ez a tánc alapozta meg a japán rituális táncot, a Kagurát. Uzume ékszereket is rakott oda. Amateraszu kinézett a barlangból, hogy lássa, mi ez a zűrzavar, és lassan előbújt a rejtekhelyéről. Ezután  Ame-no-Tajikarawo-no-mikoto isten előrohant, és bezárta mögötte a barlangot. Azután pedig az istenségek megkérték Amateraszut, hogy csatlakozzon hozzájuk. A lány csatlakozott, és a földön helyreállt a fény.

## Fordítás
- Ez a szócikk részben vagy egészben  az   Ame-no-Uzume című angol Wikipédia-szócikk fordításán alapul.  Az eredeti cikk szerkesztőit annak laptörténete sorolja fel. Ez a jelzés csupán a megfogalmazás eredetét és a szerzői jogokat jelzi, nem szolgál a cikkben szereplő információk forrásmegjelöléseként.

|  | Ez a Japánnal kapcsolatos lap egyelőre csonk (erősen hiányos). Segíts te is, hogy igazi szócikk lehessen belőle! |